# Shut Up Flower Boy Band
Shut Up Flower Boy Band (en hangul, 닥치고 꽃미남 밴드), titulada en español Amor musical, es una serie de televisión de Corea del Sur emitida originalmente en 2012  y protagonizada por Sung Joon, Jo Bo Ah, L de Infinite, Jung Eui Chul, Lee Hyun Jae, Yoo Min Kyu, y Kim Min Suk.
Fue emitida en su país de origen por la cadena de cable tvN desde el 30 de enero hasta el 20 de marzo de 2012, con una longitud de 16 episodios más un especial, al aire las noches de los lunes y los martes a las 23:00 (KST). La serie narra la historia de una joven banda de rock que debe lidiar con la amistad, rivalidad, romance y su pasión por la música.
Es la segunda parte de la nueva línea de programación "Oh! Boy" de tvN, orientada al segmento joven. Este proyecto muestra una serie de atractivos chicos "Flower Boy" como protagonistas.
Yoo Min Kyu fue elegida después de ganar el programa audición de tvN Flower Boy Casting: Oh! Boy. Kim Myung Soo, más conocido como L, es vocalista de la popular boy band Infinite, Lee Hyun Jae es baterista de la banda de indie rock Mate (메이트) y anteriormente Kim Min Suk y Kim Ye Rim participaron en el show de talentos Superstar K3 de Mnet.

## Argumento
Joo Byung Hee (Lee Min Ki) es el líder y vocalista loco y de espíritu libre de la popular banda underground, Eye Candy. Junto a él están Kwon Ji Hyuk (Sung Joon), el chic Lee Hyun Soo (Kim Myung Soo), el rompecorazones Kim Ha Jin (Yoo Min Kyu), el silencioso Jang Do Il (Lee Hyun Jae) y el siempre adorable Seo Kyung Jong (Kim Min Suk). 
Cuando su escuela es forzada a cerrar, son enviados a la escuela secundaria Jung Sang y debaten si vale la pena o no volver a estudiar, pero debido a una confrontación con la famosa y popular banda de la secundaria Jung Sang, Strawberry Fields, Eye Candy decide ir a este colegio para liderar la escuela una vez más.

## Reparto

### Principal
- Lee Min Ki como Joo Byung Hee.
- Sung Joon como Kwon Ji Hyuk.
- L como Lee Hyun Soo.
- Lee Hyun Jae como Jang Do Il.
- Yoo Min Kyu como Kim Ha Jin.
- Kim Min Seok como Seo Kyung Jong.

### Secundario
Strawberry Fields
- Jung Eui Chul como Yoo Seung Hoon.
- Kwak Jung Wook como Jung Ma Ro.
- Kim Hyun Joon como Park Pyo Joo.

Artistas femeninos
- Jo Bo-ah como Lim Soo Ah.
- Kim Jung Min como Bang Woo Kyung.
- Jung Ji Ahn como Jo Demi.
- Kim Ye Rim como Ye Rim.

### Otros personajes
- Dong Hyun-bae como el Jefe Sharkpa.

## Banda sonora
| N.º | Título                     | Artista        | Duración |  |
| 1.  | «Wake Up» (Prologue)       | Lee Je Hak     |          |  |
| 2.  | «Not in Love»              | Lee Min Ki     | 3:58     |  |
| 3.  | «Jaywalking»               | Eye Candy      | 3:34     |  |
| 4.  | «Somehow You»              | Kim Min Suk    | 4:16     |  |
| 5.  | «Wake Up»                  | Eye Candy      | 3:45     |  |
| 6.  | «Love U Like U»            | L & Kim Ye Rim | 3:16     |  |
| 7.  | «Today»                    | Sung Joon      | 2:40     |  |
| 8.  | «Two Months» (Circus)      | Kim Ye Rim     | 3:12     |  |
| 9.  | «Words You Shouldn't Know» | Sung Joon      | 3:06     |  |
| 10. | «Dear Friend»              | Lee Sang Hoon  |          |  |

## Emisión internacional
- Bolivia: Red UNO (2014).
- Chile: Vía X (2014) y Vía X 2 (2015).[15][16]
- Hong Kong: tvN Asia (2012) y HKTV (2015).
- Japón: Mnet Japan (2012), DATV (2013) y BS Japan.[17][18][19]
- Perú: Anqa TV (2015) y Willax Televisión (2020, 2021).
- Tailandia: tvN Asia (2012).
- Taiwán: GTV (2012).
- Venezuela: Televisora Venezolana Social (2022)